# TP 52
Il TP 52 (nome per esteso Transpac 52) è una barca a vela da regata, la cui classe è riconosciuta dalla International Sailing Federation .

## Storia
Classe di recente istituzione.

## Descrizione
Lunghe 52 piedi, pari a 15,85 metri, sono tra le più lunghe  imbarcazioni della categoria Yacht.